# Monteverdi Choir
El Monteverdi Choir o Cor Monteverdi, és un cor fundat el 1964 per Sir John Eliot Gardiner a Cambridge (Anglaterra). En el seu concert inaugural van interpretar les Vespro della Beata Vergine 1610 de Monteverdi a la Capella del King's College de Cambridge. Especialista en música del barroc i del classicisme, el cor s'ha fet famós per les seves conviccions estilístiques i extens repertori, que comprèn des de música dels inicis del barroc fins a la música del segle XX.
L'any 2000, el Cor Monteverdi amb els English Baroque Soloists, grup instrumental fundat també per Gardiner el 1978, van emprendre una gira, la Bach Cantata Pilgrimage (Peregrinació de les cantates de Bach), on van interpretar totes les cantates sacres de J.S. Bach a més de seixanta esglésies de tot Europa amb motiu del 250è aniversari de la mort de Bach. Es van fer enregistraments durant aquest recorregut amb el segell discogràfic del mateix Gardiner, "Soli Deo Gloria".

## Discografia

### Johann Sebastian Bach
- Easter Cantatas: BWV "Bleib bei uns, denn es will Abend werden" (6), 66 — 2000 — Archiv Produktion 463 580-2
- Cantatas: BWV 106, 118/231, "Laß, Fürstin, laß noch einen Strahl" (198) — 1990 — Archiv Produktion 463 581-2
- Cantatas for the 3rd Sunday after Epiphany: BWV 72, 73, 111, 156 — 2000 — Archiv Produktion 463 582-2
- Cantatas for Ascension Day: BWV 43, 128, 37, 11 — 2000 — Archiv Produktion 463 583-2
- Whitsun Cantatas: BWV 172, 59, 74, 34 — 2000 — Archiv Produktion 463 584-2
- Cantatas for the Feast of the Purification of Mary: BWV 83, Ich habe genug (82), 125, 200 — 2000 — Archiv Produktion 463 585-2
- Cantatas: BWV 98, 139, 16 — 2000 — Archiv Produktion 463 586-2
- Cantatas: BWV "Wachet auf, ruft uns die Stimme" 140, 147 — 1992 — Archiv Produktion 463 587-2
- Advent Cantatas: BWV 61, 36, 62 — 1992 — Archiv Produktion 463 588-2
- Christmas Cantatas: BWV 63, 64, 121, 133 — 2000 — Archiv Produktion 463 589-2
- Cantatas for the 9th Sunday after Trinity: BWV 94, 168, 105 — 2000 — Archiv Produktion 463 590-2
- Cantatas for the 11th Sunday after Trinity: BWV 179, "Mein Herze schwimmt im Blut" (199), 113 — 2000 — Archiv Produktion 463 591-2
- Cantatas for the 2nd Sunday after Epiphany: BWV 155, 3, 13 and Cantatas for the 4th Sunday after Epiphany: BWV 81, 14, 26, Motet BWV 227 (2 CDs) — 2005 — SDG 115
- Cantatas for the Feast of St. John the Baptist: BWV 167, 7, 30 and Cantatas for the 1st Sunday after Trinity: BWV 75, 20, 39 (2 CDs) — 2005 — SDG 101
- Cantatas for the 15th Sunday after Trinity: BWV 138, 99, 51, 100 and Cantatas for the 16th Sunday after Trinity: BWV 161, 27, Liebster Gott, wenn werd ich sterben?, 95 (2 CDs) —2005 — SDG 104
- Cantatas for the 3rd Sunday after Easter (Jubilate): BWV 12, 103, 146 and Cantatas for the 4th Sunday after Easter: BWV 166, 108, 117 (2 CDs) — 2005 — SDG 107
- Cantatas for the 19th Sunday after Trinity: BWV 48, 5, 90, 56 and Cantatas for the Feast of the Reformation: BWV 79, 192, "Ein feste Burg ist unser Gott" (80) (2 CDs) — 2005 — SDG 110
- Alles mit Gott, BWV 1127 & Arias and Choruses from Cantatas BWV 71, 78, 151, 155, 159, 182, 190 — 2005 — SDG 114
- Cantatas for the Christmas Day & for the 2nd day of Christmas: BWV 91, 121, 40, 110 — 2005 — SDG 113

#### Altres obres
- Missa en si menor, BWV 232 — 1985 — Archiv Produktion 415 514-2
- Passió segons Sant Mateu de Bach, BWV 244 — 1989 — Archiv Produktion 427 648-2
- Passió segons Sant Joan de Bach, BWV 245 — 1986 — Archiv Produktion 419 324-2
- Magnificat, BWV 243 and Cantata: BWV "Jauchzet Gott in allen Landen" (51) (amb Emma Kirkby) — 1985 — Philips|Philips Classics 464 672-2

### Altres compositors

#### Claudio Monteverdi
- Vespro della Beata Vergine (1610) i el Magnificat a sei voci — 1990 — Archiv Produktion 429 565-2
- Vespro della Beata Vergine (1610) i Motets de Giovanni Gabrieli, Giovanni Bassano i Claudio Monteverdi (2 CDs) — 1994 — Decca

#### Antonio Vivaldi
- Gloria en re major, RV 589 — 2001 — Philips Classics 462 597-2

#### George Frideric Handel
- El Messies — 1982 — Philips Classics 411 041-2
- Dixit Dominus —2001 — Philips Classics 462 597-2

#### Christoph Willibald Gluck
- Orfeu i Eurídice — 1993 — Philips Classics 434 093-2

#### Joseph Haydn
- Die Jahreszeiten (Les estacions), Hob. XXI:3 — 1992 — Archiv Produktion 431 818-2
- Die Schöpfung (La Creació), Hob. XXI:2 — 1996 — Archiv Produktion 449 217-2

#### Wolfgang Amadeus Mozart
- Requiem, KV 626 and Kyrie in D minor, KV 341 — 1986 — Philips Classics
- Mass in C minor, "Great" Mass, K. 427 — 1986 — Philips Classics
- Idomeneo — 1991 — Archiv Produktion 431 674-2
- La clemenza di Tito — 1991 — Archiv Produktion 431 806-2
- El rapte en el serrall — 1992 — Archiv Produktion 435 857-2
- Così fan tutte — 1993 — Archiv Produktion 437 829-2
- Les noces de Fígaro — 1994 — Archiv Produktion 439 871-2
- Don Giovanni — 1995 — Archiv Produktion 445 870-2
- Die Zauberflöte — 1996 — Archiv Produktion 449 166-2

#### Ludwig van Beethoven
- Missa Solemnis, op. 123 — 1990 — Archiv Produktion 429 779-2
- Messe in C, op. 86, "Ah! perfido" — "Per pietà" op. 65, i la Kantate op. 112: Meeresstille und glückliche Fahrt — 1992 — Archiv Produktion 435 391-2
- Simfonia núm. 9 de Beethoven, op. 125 — 1994 — Archiv Produktion 447 074-2

#### Hector Berlioz
- Symphonie fantastique — 1993 — Philips Classics 434 402-2

#### Robert Schumann
- Das Paradies und die Peri, Requiem für Mignon, Nachtlied — 1999 — Archiv Produktion 457 660-2

#### Giuseppe Verdi
- Requiem -Quattro Pezzi Sacri — 1995 — Philips Classics 442 142-2

#### Henry Purcell
- The Fairy-Queen, Z.629 — 1982 — Archiv Produktion

#### Altres enregistraments
- Music of the Chapels Royal (música de Henry Purcell, Matthew Locke, John Blow, i Pelham Humfrey) — 2002 — apex 0927 44352 2
- Membra Jesu Nostri de Buxtehude i O bone Jesu, fili Mariae (SWV 471), un concert sacre de Schütz — Archiv Produktion 447 298-2